# Adrianus Poirters
Adriaen Poirters (en latin Adrianus Poirters), né le 2 novembre 1605 à Oosterwijk près d'Herentals, dans la Campine, ou à Oisterwijk en Brabant-Septentrional, et mort le 4 juillet 1674 à Malines, était un prêtre jésuite et écrivain brabançon, auteur de quelques morceaux latins, mais surtout d'un grand nombre de poésies morales et religieuses, en langue néerlandaise, qui avaient un grand succès en Brabant.

## Biographie

### Enfance / Éducation / Formation
Le fils de Joannes et Wilhelmina Verhoelinck partit, en 1618 ou en 1619, pour Bois-le-Duc, où il devint élève, au Collège jésuite, entre autres, du père Sidronius Hosschius, un poète de renom d'élégies en langue latine.  Après cinq ans d'études au Collège jésuite, Poirters continua ses études à Douai, sous la direction des pères de la Société de philosophie, au Collège de Marchiennes.  Là, à l'âge de 19 ans, il entra dans la Compagnie de Jésus, le 25 juillet 1625.  Le 30 septembre 1625, il entra au noviciat de Malines.  Après ses années de probation, il enseignait les humanités et les belles-lettres dans divers collèges jésuites, à Malines puis à Maastricht.  Puis il fut envoyé à Louvain pour y compléter ses études de philosophie et de théologie,.  En 1638, il reçut l'ordination sacerdotale ,.

### Vie de prêtre et de poète
Poirters semble avoir consacré le reste de sa vie à la prédication : il prêcha durant 30 ans à Anvers, à Lierre, à Louvain et à Malines avec un succès ininterrompu, illustrant ses sermons de vrais tableaux satiriques rappelant le genre de Bruegel et agrémentant le tout d'anecdotes, de proverbes et de jeux de mots.
Entre les sermons, il composait des poèmes que ses auditeurs mémorisaient et emportaient ainsi avec eux.  Peu de temps après, ses supérieurs l'envoyèrent comme aumônier sur les navires de Dunkerque : cela dura un an.  
En 1638, Poirters débuta comme auteur, avec un poème de circonstance en célébration de la victoire espagnole devant Kallo sur l'armée des États généraux de la République.  Ce poème, publié anonymement et réimprimé plusieurs fois.  En 1640, Poirters collabora à la traduction de l’Imago primi saeculi societatis Jesu, un livre commémoratif célébrant le centenaire de l'approbation pontificale de la Compagnie de Jésus.  Poirters prit pour son compte les vers, et le père Laurentius Uwens la prose.  La traduction fut imprimée à Anvers en 1640 par la maison Plantin sous le titre : Afbeeldinghe van d'eerste eeuwe der Societeyt Jesu voor ooghen ghestelt door de Duyts- Nederlantsche provincie der selver Societeyt (Représentation du premier Siècle de la Compagnie de Jésus, démontrée par la Province néerlandaise et néerlandophone de ladite société) ; l'ouvrage est illustré de gravures d'Abraham van Diepenbeeck. 
Le 26 décembre 1641, il fit sa profession religieuse définitive au Collège de Ruremonde où il se trouvait en sa qualité de préfet des études.  Il y resta jusqu’en 1646.  C’est là qu’il écrivit son ouvrage, devenu célèbre depuis, et avec lequel il fit école : Het Masker van de wereld (Le Masque du monde), dédié aux seigneurs, au superintendant, aux conseillers et aux maîtres, auditeurs et greffiers des comptes de Sa Majesté dans la principauté de Gueldre et du comté de Zutphen (mijnheeren, superintendent, raden en meesters, auditeurs en griffiers van Zijner Majesteits rekeningen in het vorstendom Gelder en het graafschap Zutphen enz.).  
En 1657, il était malade de la peste à Anvers.  Après sa guérison, il écrivit une biographie de sainte Rosalie, patronne contre la peste.  Il mourut au Collège de la Compagnie de Jésus à Malines, le 4 juillet 1674, à l'âge de 66 ans.
On ne connait aucun portrait de Poirters.

## Œuvre

### Remarques générales
Son premier poème, publié sans nom d'auteur, est un chant de félicitation après la bataille qu’avait gagnée le Cardinal-Infant en 1636 ; il avait alors 20 ans.  Il publia successivement les cinq ouvrages suivants : Ydelheyd der wereld (Vanité du monde), Het Masker van de wereldt afgetrocken (Le Masque du monde arraché), Het Duyfken in de Steen-Rotse (La Colombe dans la Roche), Den Alderheyligsten Naem (Le Très Saint Nom de Jésus), Het leven van de H. Rosalia (La Vie de Sainte Rosalie), Het Heylich Herte (Le Sacré-Cœur).  Vingt-et-un ans après sa mort parut à Ypres un ouvrage qu'il avait laissé en manuscrit, auquel on donna le titre de Heylig Hof van den keyzer Theodosius (La Sainte Cour de l'Empereur Théodose).  La plus remarquable de ces productions est Het Masker van de wereldt, publiée d'abord à Anvers, en 1646, et réimprimée plus de vingt-cinq fois.
À quelques exceptions près, toutes ces œuvres sont conçues et développées suivant le même modèle, si populaire, qu'était le Masque.  Toutes appartiennent au genre, très populaire au XVIIe siècle, de la littérature emblématique, que Poirters a renouvelé de manière très personnelle et à des fins spirituelles.  Avant Poirters, ce genre consistait essentiellement en une série d'images pourvues de légendes en vers courts, généralement sous une forme qui s'apparente au proverbe, et, exceptionnellement, suivie d'un commentaire en prose un peu plus long.  Chez Poirters, les proportions sont très différentes.  Il garde les gravures et leurs légendes, mais, celles-ci perdent leur importance.  Elles servent maintenant de base d'inspiration et de point de départ pour un long poème et pour une sorte d'interprétation en prose.  C'est surtout cette dernière partie prosaïque, bien que parfois entremêlée de courtes rimes et de poèmes narratifs détaillés, qui reçoit toute l'attention. 
Poirters avait un goût certain pour la poésie, et il composait des vers néerlandais avec grande facilité.  C'était une recréation pour lui, une sorte de penchant auquel il s'abandonnait parfois, afin de se remettre de ses autres travaux.  Il aurait eu beaucoup d'esprit ; il aurait été doux, facile, jovial.  Ses sermons témoigneraient de ce caractère.
Pendant la seconde moitié du XVIIe siècle, Poirters fut considéré comme le plus grand poète et écrivain des Pays-Bas méridionaux.  Il eut beaucoup d’imitateurs ; c’était lui qui indiquait pendant un certain temps la voie qu’allait prendre la littérature.  Plusieurs de ses œuvres ont été réimprimées régulièrement.  Longtemps après sa mort, il était encore fort prisé des catholiques du nord et du sud des anciens Pays-Bas.  
En 1906, le père Jozef Salsmans de la Compagnie de Jésus publia à Alost un florilège de l'œuvre de Poirters.

### Contre-réforme & baroque
Son travail respire l'esprit de la Contre-Réforme et met en évidence des traits typiques du baroque : l'ardent désir de conquérir le monde, l'amour des contrastes, le sens de l’héroïsme et la mystique représentée en des images naturalistes.  Le maintien de la foi et la morale était le but plus immédiat de sa production poétique vaste et très hétérogène, en partie hagiographique, en partie emblématique. Sa prose était plus appréciée que ses vers parfois vifs et populaires.

### Cats brabançon
Ses poèmes sont écrits avec une facilité, une grâce et un abandon qui rappellent la manière de Cats, celui de tous les poètes des provinces septentrionales qui avait le plus de lecteurs et d'imitateurs en Flandre et en Brabant.
Poirters méritait d'être appelé le Cats catholique.  Parmi les nombreux épigones de Jacob Cats, le jésuite brabançon Poirters, aurait été le seul à le dépasser, non par l'érudition ou la culture, mais par la truculence et l'éloquence.  Poirters se distingue de Cats par son catholicisme militant et, aussi, par son aimable simplicité et une spontanéité rafraîchissante.

### Masque du monde arraché

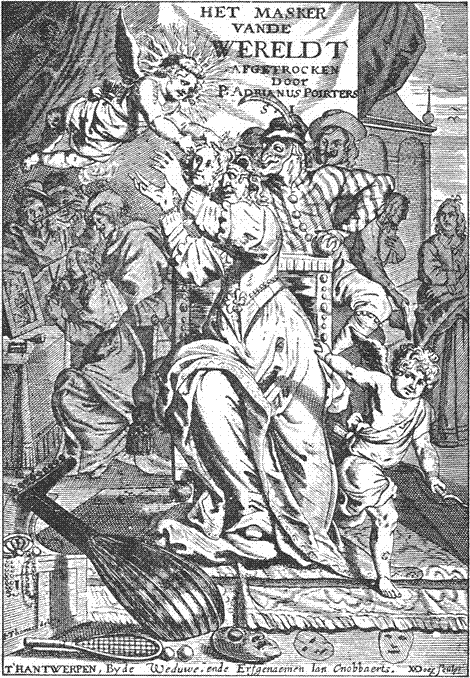
Frontispice d'A. van Does d'après I. Thomas pour Het Masker vande Wereldt afgetrocken d'Adrianus Poirters, publié chez Cnobbaerts à Anvers en 1646.

Lorsque le Masque parut pour la première fois, c'était sous une forme bien différente de celle des éditions les plus répandues.  Même le titre était différent : Ydelheydt des Wereldts.  Le livre sortit des presses de la veuve et des héritiers de Jan Cnobbaert à Anvers, fin 1644.  Par sa forme, de Ydelheydt appartient au genre du livre d'emblèmes (emblemata) tellement populaire au XVIIe siècle.  Poirters adapta un des recueils latins de ce type, publié par les Jésuites après 1620 et, ensuite, plusieurs fois adapté et traduit en néerlandais : Typus Mundi, in quo eius calamitates [...] emblematice proponuntur a R(hetoribus) C(ollegii) S(ocietatis) I(esu) A(ntverpiensis) 1627.  Le père n'attachait pas une grande importance à cet ouvrage qui, par hasard, était tombé en sa possession, et à l'adaptation sur lequel il ne travailla pas plus de trois mois.  La troisième édition, révisée et améliorée, sera publiée sous le titre par lequel l'œuvre est restée connue ; elle est illustrée de vingt gravures par Frederick Bouttats.  L'auteur lui-même a retravaillé son ouvrage une dernière fois profondément pour la sixième édition de 1649, la septième ne comprenant que de légères modifications, et les éditions ultérieures des corrections apportées par les imprimeurs.
Le Masque du monde arraché est un livre de morale sévère et chrétienne dans lequel le poète excelle, selon Maeterlinck, à rendre finement les détails d'un ménage flamand, comme le ferait le meilleur des petits maîtres de la peinture flamande.  
L'auteur prêche partout la fuite du monde, le renoncement à tous les plaisirs, le mépris pour toutes les vanités.  Mais sa gaîté ne l'abandonne jamais.  Les plaisanteries, les proverbes, les dictons populaires, les jeux de mots se mêlent aux observations les plus graves, et parfois aux récits poétiques les plus pompeux.  C'est en badinant agréablement qu'il traite les plus grandes vérités.  Une figure, un emblème montre d'abord le fond de sa pensée ; une couple de petits vers l'explique entièrement.  Puis viennent les réflexions qu'il adresse à sa chère Philothée, à l'âme qui aime son Dieu ; ces réflexions, entremêlées d'anecdotes, de vers, de pièces de poésie de tous les genres mais le plus souvent légères et badines, se terminent par un petit supplément sous le titre de Toemaetje, où l'auteur se résumant adroitement, dit adieu à Philothée, en lui contant brièvement quelque trait moral du foyer domestique, en lui proposant une énigme, etc.

### Œuvre
- (nl) Ydelheyt des werelts, 1644 ; première impression d’un ouvrage, réimprimé plusieurs fois, dont les premières impressions furent publiées sous ce titre ; la première impression aurait été vendue en deux mois (voir préface de la deuxième édition) ;
- (nl) Het Masker van de wereldt afgetrocken, 1646 ; édition augmentée de l'œuvre précédente ; en tout cet ouvrage aurait connu, selon Willems, 25, d'après Snellaert, Joncbloet et Hofdijk 40, selon Everts 60 et selon Vloten 55 impressions.  Sur la page de titre d'une édition gantoise de 1843 est mentionnée qu'il s'agit de la 34e édition.  Des œuvres littéraires parues aux Pays-Bas méridionaux, c'est sans doute celle qui a connu le plus de réimpressions et qui a été le plus relue (selon Max Rooses) ;
- (nl) Den Alderheylichsten Naem voor een Nieu-jaergift geschoncken aen de jonckheyt, gehoude, weduwen, geestelijke, Anvers. 1647 ;
- (nl) Het Pelgrimken van Kevelaer inhoudende Litaniën, Hymni, Liedekens, Herders-dichtjens en Reysgebeden voor de processie van Kevelaer, 1656 (approbation datée, à Ruremonde, le 7 juin 1655 (voir : Volksmissionaris XIII, 368 et suivants) ;
- (nl) Den Pelgrim van Halle ofte Historie van Onse Lieve Vrouwe van Halle, Dat is den oorspronck van het H. Beeldt, beneffens de mirakelen ofte besondere jonsten: als oock de eere ende giften aen de H. Maget bewesen, Bruxelles, H.A. Velpius, 1657, 12o. ; cet ouvrage est une refonte de l’Historie de nostre Dame de Hale du père Claude Maillard ;
- (nl) Het Duyfken in de Steen-rotse dat is, eene mede-lydende siele op de bittere Passie Jesu Christi mediterende Gemaeckt door eenen Priester der Sociëteit Jesu, Anvers, 1657 ;
- (nl) Het leven van de H. Maeghet Rosalia patronesse teghen de peste, Anvers. 1658 ; hagiographie illustrée
- (nl) Het heyligh herte ver-eert aen alle godvruchtige herten vor een nieu-jaar, versiert met beelden en poesie, Anvers, 1659 (illustrations gravées de Philip Fruytiers d'après des gravures sur cuivre d'Antoine Wiericx[13] ; il existe encore trois éditions ultérieures : celles de 1660, de 1669 (Anvers) et de 1845 (Bruxelles) ;
- (nl) Suffragiën der Heiligen, traduction, Anvers, 1660 ;
- (nl) Nieuwe af-beeldinghe van de vier uytersten beschreven in het Latijn door den Eerw. pater Guilielmus Stanihursius priester der Soc. Jesus, vertaelt ende verciert met printen en poësie.  Door eenen priester der zelve Societeyt, Anvers, 1662, ouvrage réimprimé, entre autres, en 1664, en 1681 et en 1714 ;
- (nl) Ghebede boecxken oft korte ghetyden ter eeren van den H. Franciscus Xaverius, Anvers, 1666 ;
- (nl) Jubilé ofte geest-vrolycke dankbaerheyt over de vijftighjarighe godsdienstigheyd van de weledele en deughtrycke Jouffrouw Anna van Etten in de kercke van het professenhuis der Soc. Jesu, 1665 ;
- (nl) Het leven van den H. Franciscus de Borgia derden Generaal vande Societeyt Jesu, verciert met sedelycke opmerckinghen, printjens, en dichtjens, Anvers, 1671 ;
- (nl) Het daeghelycks nieuwe jaer spieghelken van Philagie. Verciert met printen, dichten, sedenleeringhen, Anvers, 1673, 12 o. ; ouvrage réimprimé à Anvers en 1674, en 1680, en 1682, et encore, sans mentionner l'année, en 1680 ; la première impression compte seulement 69 pages, la deuxième 81 et la dernière plus de 280 : de la première édition, on aurait vendu 700 exemplaires en sept jours ;
- (nl) Christi bloedighe passie verbeeldt in het onbloedigh sacraficie der H. Misse, verciert met printen, dichten, ende sedeleeringhen, Anvers. 1675 ; cet ouvrage fut traduit en bas allemand en 1700, avec un ouvrage du père Adrianus Pervilliers, par H.J. de Newport, comprenant quelques chansons religieuses et de passion, publié à Anvers sous le titre De bebloeden Hof van Oliveten.  La plupart des vers de l'ouvrage de Poirters ont été repris, avec de légères modifications, dans un livre d'église, populaire au XVIIIe siècle, Het Gulden Paradijs, auquel fut souvent ajouté le célèbre livre de dévotion : De vier uyterste van den mensch ;
- (nl) Heyligh Hof van den keyser Theodosius verciert met Sinnebeelden, Rymdichten, en Sedeleeringen, publication posthume, Ypres, 1696 ; seconde impression, Anvers, 1709 ; 3e impr. Gand, 1845.  Cet ouvrage fut publié 21 ans après la mort de son auteur, qui l'avait intitulé Tapisserye van 't Hof des Keysers Theodosius.  Le jeune Jésuite bollandiste anversois Papebrochius[13], qui a édité l'ouvrage, l'a pourvu d'une préface, où il donne un bref aperçu de la vie et des œuvres de l'auteur.  Il donne comme année de naissance de Poirters l'an 1606.  Il situe le lieu de naissance, Oosterwijk, dans la Campine et le fit dépendre de l'évêché d'Anvers dans la doyenné d’Herentals.  Nonobstant cela, beaucoup d’hommes de lettres référaient à un lieu de naissance à Oisterwijk en Brabant-Septentrional, sans en donner la preuve.  Le père H.J. Allard de la Société de Jésus, ayant consulté le registre des naissances d’Oisterwijk en Brabant du Nord, y a trouvé inscrit, le 2 novembre 1605, un enfant portant le nom d'Adrianus, dont le père était un certain Johannes Adrianus.

Les ouvrages suivants sont attribués à Poirters : 
- (nl) Godtvruchtighen Psalm-sangh, beslaande in twee-en-veertig psalmen, door eenen priester der Sociëteyt Jesu, Anvers, 1666 ;
- (nl) Ten Eere der reliquien van den H. Franciscus Xaverius door mirakelen doorluchtigh, geviert in de kerke der Soc. Jesu tot Mechelen, Ypres, 1683 ;
- (nl) Het kleyn prieeltjen van de Heyligen, door eenen priester der Societeyt Jesu, 4 volumes, 16 o., Anvers, 1666, comprenant plus de 365 gravures, etc.

Sauf lorsque explicitement indiqué, les données de cette liste d’œuvres proviennent de la source suivante : 
- (nl) H.N. Ouwerling, dans : P.C. Molhuysen & P.J. Blok (réd.), Nieuw Nederlandsch biografisch woordenboek, vol. 3, A.W. Sijthoff, Leyde, 1914, p. 981-984

## Sources
- (nl) BUITENDIJK, W.J.C.  Het calvinisme in de spiegel van de Zuidnederlandse literatuur der Contra-Reformatie, Groningue/Batavia, J.B. Wolters' Uitgevers-Maatschappij, 1942
- (nl) ES, G.A. van, et Edward ROMBAUTS.  Geschiedenis van de letterkunde der Nederlanden, volume 5 Bois-le-Duc/Anvers/Bruxelles, Teulings/Standaard-boekhandel, 1952
- (nl) FREDERIKS, J.G., et F. Jos. VAN DEN BRANDEN.  Biographisch woordenboek der Noord- en Zuidnederlandsche letterkunde, Amsterdam, L.J. Veen, 1888-1891, p.  617
- (nl) GOBBERS, W.  Dans : J. van Bork et P.J. Verkruijsse (réd.), De Nederlandse en Vlaamse auteurs van middeleeuwen tot heden met inbegrip van de Friese auteurs, Weesp, De Haan, 1985, p.  450-451
- (fr) MAETERLINCK, Louis.  Le genre satirique dans la peinture flamande, 2. éd. rev., corrigée et augmentée, Bruxelles, G. van Oest, 1907
- (fr) Journal historique et litteraire, tome 10, Liège, P. Kersten, 1843, p.  124-127
- (nl) OUWERLING, H.N.  Dans : P.C. Molhuysen et P.J. Blok (réd.), Nieuw Nederlandsch biografisch woordenboek, vol. 3, Leyde, A.W. Sijthoff, 1914, p.  981-984
- (fr) POLET, Jean-Claude.  Patrimoine littéraire européen: anthologie en langue française, Bruxelles/Paris, De Boeck Université, 1996
- (nl) SALSMANS, J., et E. Rombauts.  Dans : A. Poirters, Het masker van de wereldt afgetrocken (éd. J. Salsmans et E. Rombauts), Éd. Oisterwijk, 1935
- (fr) SIEGENBEEK, Matthijs.  Précis de l'histoire littéraire des Pays-Bas, trad. du hollandais, Gand, Vandekerckhove,  1827